# Garlieb Hanker
Garlieb Hanker (* 10. September 1758 in Hamburg; † 5. März 1807) war ein deutscher Jurist und Dichter.

## Leben
Garlieb Hanker wurde am 10. September 1758 als Sohn des Senators Christian Hanker geboren. Nachdem er ein Gymnasium besucht hatte, studierte er ab dem Jahr 1779 Jura an der Universität Göttingen, später an der Universität Gießen, an welcher er im Mai des Jahres 1783 den Lizentiat-Grad erhielt. Danach kehrte er in seine Heimatstadt Hamburg zurück, wo er Advokat wurde. Schon früh hatte er sich mehr für Dichtung als für Jura interessiert. Nämlich bereits während seiner Gymnasial- und Studienzeit hatte er mehrere dichterische Werke, teils unter Pseudonymen, verfasst, beispielsweise als Friedrich Ludwig Epheu. Nur wenige jedoch wurden auch gedruckt. Von 1779 bis 1785 hatte Hanker 19 Werke verfasst. Im Jahr 1802 heiratete er, aber schon am 5. März 1807 verstarb er.
Die Pseudonyme sind ein Grund dafür, dass Garlieb Hanker und seine Werke sehr unbekannt sind. Unter dem Pseudonym Epheu hatte niemand Hanker vermutet, so wird er in bedeutenden Lexika wie dem Hamburgs Litteraturleben im 18. Jahrhundert oder der Hamburger Gelehrten-Geschichte nicht erwähnt. Lediglich in späteren Taschenbüchern findet er Erwähnung.

## Werke
- Sophonisbe (1782; zweite Auflage 1794)
- Weibliche Biographie, oder Lebensbeschreibungen merkwürdiger Frauenzimmer (Erstes Bändgen: 1782)
- Leben des Seneka, nach Diderot (ev. 1782)